# Lancer du disque féminin aux Jeux olympiques d'été de 1932
Navigation
Amsterdam 1928 Berlin 1936
L'épreuve du lancer du disque féminin aux Jeux olympiques d'été de 1932 s'est déroulée le 2 août 1932 au Memorial Coliseum de Los Angeles, aux États-Unis. Elle est remportée par l'Américaine Lillian Copeland.
L'Américaine Ruth Osburn prend la première place de la compétition lors de son premier jet à 40,12 m et la conserve jusqu'au dernier tour, lorsque Lillian Copeland lui ravit le titre sur un dernier lancer à 40,58 m, nouveau record olympique.

## Résultats
| Rang               | Athlète                | Pays       | Marque  | Note |
| ------------------ | ---------------------- | ---------- | ------- | ---- |
| Médaille d'or      | Lillian Copeland       | États-Unis | 40,58 m | OR   |
| Médaille d'argent  | Ruth Osburn            | États-Unis | 40,12 m |      |
| Médaille de bronze | Jadwiga Wajs           | Pologne    | 38,74 m |      |
| 4                  | Tilly Fleischer        | Allemagne  | 36,12 m |      |
| 5                  | Grete Heublein         | Allemagne  | 34,66 m |      |
| 6                  | Stanisława Walasiewicz | Pologne    | 33,60 m |      |
| 7                  | Mitsue Ishizu          | Japon      | 33,52 m |      |
| 8                  | Ellen Braumüller       | Allemagne  | 33,15 m |      |
| 9                  | Margaret Jenkins       | États-Unis | 30,22 m |      |

## Légende
Records et Performances
- AR : Record continental (area record)
- CR : Record des championnats (championship record)
- MR : Record du meeting (meet record)
- NR : Record national (national record)
- OR : Record olympique (olympic record)
- PR : Record paralympique (paralympic record)
- PB : Record personnel (personal best)
- SB : Meilleure performance personnelle de la saison (season's best)
- WL : Meilleure performance mondiale de l'année (world leader)
- WJR : Record du monde junior (world junior record)
- WR : Record du monde (world record)

Circonstances et Conditions
- DNF : N'a pas terminé (did not finish)
- DNS : N'a pas pris le départ (did not start)
- DQ : Disqualification (disqualification)
- NM : Aucun essai valable enregistré (No Mark)
- Q : Qualifié « directement » au prochain tour (ou à la prochaine compétition), lors d'une compétition majeure, grâce au classement ou à la réalisation des minima (automatic qualifier)
- q : Qualifié au prochain tour (ou à la prochaine compétition), lors d'une compétition majeure, grâce au repêchage ou à la réalisation de l'une des meilleures performances parmi celles des « non qualifiés directement » (grâce au meilleur temps ou à la meilleure distance par exemple) (secondary qualifier)